# Heichengzi (köpinghuvudort i Kina, Liaoning Sheng, lat 42,14, long 120,97)
Heichengzi (kinesiska: 黑城子, 黑城子镇) är en köpinghuvudort i Kina. Den ligger i provinsen Liaoning, i den nordöstra delen av landet, omkring 200 kilometer väster om provinshuvudstaden Shenyang. Antalet invånare är 16 879. Befolkningen består av 8 335 kvinnor och 8 544 män. Barn under 15 år utgör 13,0 %, vuxna 15-64 år 75 %, och äldre över 65 år 10,0 %.
Runt Heichengzi är det ganska tätbefolkat, med 116 invånare per kvadratkilometer. Heichengzi är det största samhället i trakten. Trakten runt Heichengzi består till största delen av jordbruksmark.
Genomsnittlig årsnederbörd är 719 millimeter. Den regnigaste månaden är juli, med i genomsnitt 165 mm nederbörd, och den torraste är januari, med 4 mm nederbörd.